# سرریگ (قشم)
سرریگ، روستایی در دهستان دولاب بخش حرا شهرستان قشم در استان هرمزگان ایران است.این روستای 100 کیلومتر با شهر قشم فاصله دارد. شغل اکثر مردم این روستا صیادی - مغازه دار و ملوان هستند. ساحل و  تنگه چربه  یکی از جاذبه های گردشگری این روستا می باشد.

## جمعیت
بر پایه سرشماری عمومی نفوس و مسکن در سال ۱۳۹۵، جمعیت این روستا برابر با ۱٬۷۰۲ نفر (۴۴۳ خانوار) بوده‌است.